# Euryomyrtus maidenii
Euryomyrtus maidenii là một loài thực vật có hoa trong Họ Đào kim nương. Loài này được (Ewart & Jean White) Trudgen mô tả khoa học đầu tiên năm 2001.